# 大余站
大余站位于中华人民共和国江西省赣州市大余县，是赣韶铁路的一座火车站，客货运四等站，2014年9月30日启用但站前道路未完工故不提供客运业务，于2015年1月1日开通客运业务。